# 48 Doris
Doris /ˈdɔːrɪs/ (định danh hành tinh vi hình: 48 Doris) là một trong những tiểu hành tinh lớn nhất tại vành đai tiểu hành tinh, được phát hiện bởi Hermann Goldschmidt ngày 19 tháng 9 năm 1857 tại ban công của ông ở Paris.

## Tên gọi
Để đặt tên cho vật thể này, Jacques Babinet thuộc Viện hàn lâm Khoa học đã làm một danh sách ngắn gồm nhiều tên gọi và nhờ nhà địa chất học Élie de Beaumont chọn lựa. De Beaumont đã chọn Doris, trong huyền thoại Oceanid thuộc thần thoại Hy Lạp. Vì Doris đã được phát hiện cùng đêm với 49 Pales, de Deaumont đề nghị đặt tên chúng là hai "The Twins" (song sinh).

## Đặc điểm vật lý
Đường kính tiểu hành tinh được dự đoán là 219±25 km theo như những quan sát về sự che khuất của nó vào 19 tháng 3 năm 1981. Các quan sát về một sự che khuất vào 14 tháng 10 năm 1999, cho thấy một mặt bầu dục có kích thước 278×142 km và 48 Doris là một vật thể có hình dạng rất bất thường.

## Sự giao hội
Doris sẽ di chuyển vào phạm vi khoảng 0,019 AU đối với Pallas vào tháng 6 năm 2132.

## Trong văn hóa
Có một địa điểm mang tên 48 Doris trong trò chơi khoa học viễn tưởng Federation 2.